# Claude Rostand
Pour les articles homonymes, voir Rostand.
Claude Rostand, né le 3 décembre 1912 à Paris, décédé le 9 octobre 1970 à Villejuif (Val-de-Marne), est un musicologue, musicographe et critique musical français.

## Biographie
Tout en faisant ses études de lettres et de droit à la Sorbonne, il étudie le piano, l’harmonie, le contrepoint et la composition en privé au Conservatoire de Paris avec  Jacques Février, Norbert Dufourcq, Édouard Mignan et Marc Vaubourgoin. 
Humaniste, reconnu pour sa grande érudition, il entre comme critique musical au journal Le Monde, au Figaro littéraire et à la revue Carrefour. Il est aussi correspondant français des revues Melos et Musical America ainsi que du New York Times. Conférencier des Jeunesses musicales de France, il participe à de nombreuses émissions à l’ORTF et travaille pour diverses radios allemandes. Il donne une série de conférences radiophoniques sous le titre «Ephémérides de la musique contemporaine».
En 1958, il organise des concerts de musique contemporaine au Théâtre national populaire sous l’appellation «Musique d’aujourd’hui».
En 1961, il devient vice-président de l’ISCM (International Society for Contemporary Music). 
En 1966, il réalise un film sur Erik Satie pour la télévision de Baden-Baden.
Ouvert aux musiques les plus diverses, Claude Rostand s'est particulièrement intéressé à l'étude du XIXe siècle et de la musique d’avant-garde du XXe siècle.

## Écrits
- L’œuvre de Gabriel Fauré (Paris, 1945)
- Petit guide de l’auditeur de musique: les chefs-d’œuvre du piano (Paris, 1950)
- Petit guide de l’auditeur de musique: les chefs-d’œuvre de la musique de chambre (Paris, 1952)
- La Musique française contemporaine (1952)
- Avec Darius Milhaud: Entretiens avec Claude Rostand (Paris, 1952)
- Avec Francis Poulenc: Entretiens avec Claude Rostand (Paris, 1954)
- Brahms (Paris, 1954–5)
- Olivier Messiaen (Paris, 1957)
- L'oeuvre de Pierre-Octave Ferroud : catalogue (Paris,1957)
- Avec Igor Markévitch: Entretiens avec Claude Rostand (Paris, 1959)
- Liszt (Paris, Seuil, coll. Solfèges, no 15, 1960)
- La musique allemande (Paris, 1960)
- Richard Strauss: l’homme et son œuvre (Paris, 1964)
- Hugo Wolf (Paris, 1967)
- Anton Webern: L'Homme et son oeuvre (Paris, Edition Seghers 1969)
- Dictionnaire de la musique contemporaine (Paris, 1970)

En outre, Claude Rostand participé à plusieurs publications collectives : 
- Histoire de la musique de la Pléiade (1960-1963),
- Stravinsky, ouvrage collectif, (1963),
- La musique sérielle d'aujourd'hui, dans le cadre d'une enquête dirigée par André Boucourechliev (1965-66),
- Schumann, ouvrage collectif, (1970).

## Prix Claude-Rostand
Chaque année le syndicat professionnel de la critique de théâtre, musique et danse remet ses Grands Prix qui distinguent les spectacles et les personnalités artistiques ayant marqué la saison. Le prix Claude-Rostand récompense une production lyrique.

## Sources et références
- Yvonne Tiénot. "Rostand, Claude." Grove Music Online. Oxford Music Online. 29 Jun. 2011
- ISCM site de l’International Society for Contemporary Music.